# Secteur fortifié des Alpes-Maritimes
Pour un article plus général, voir Ligne Maginot.

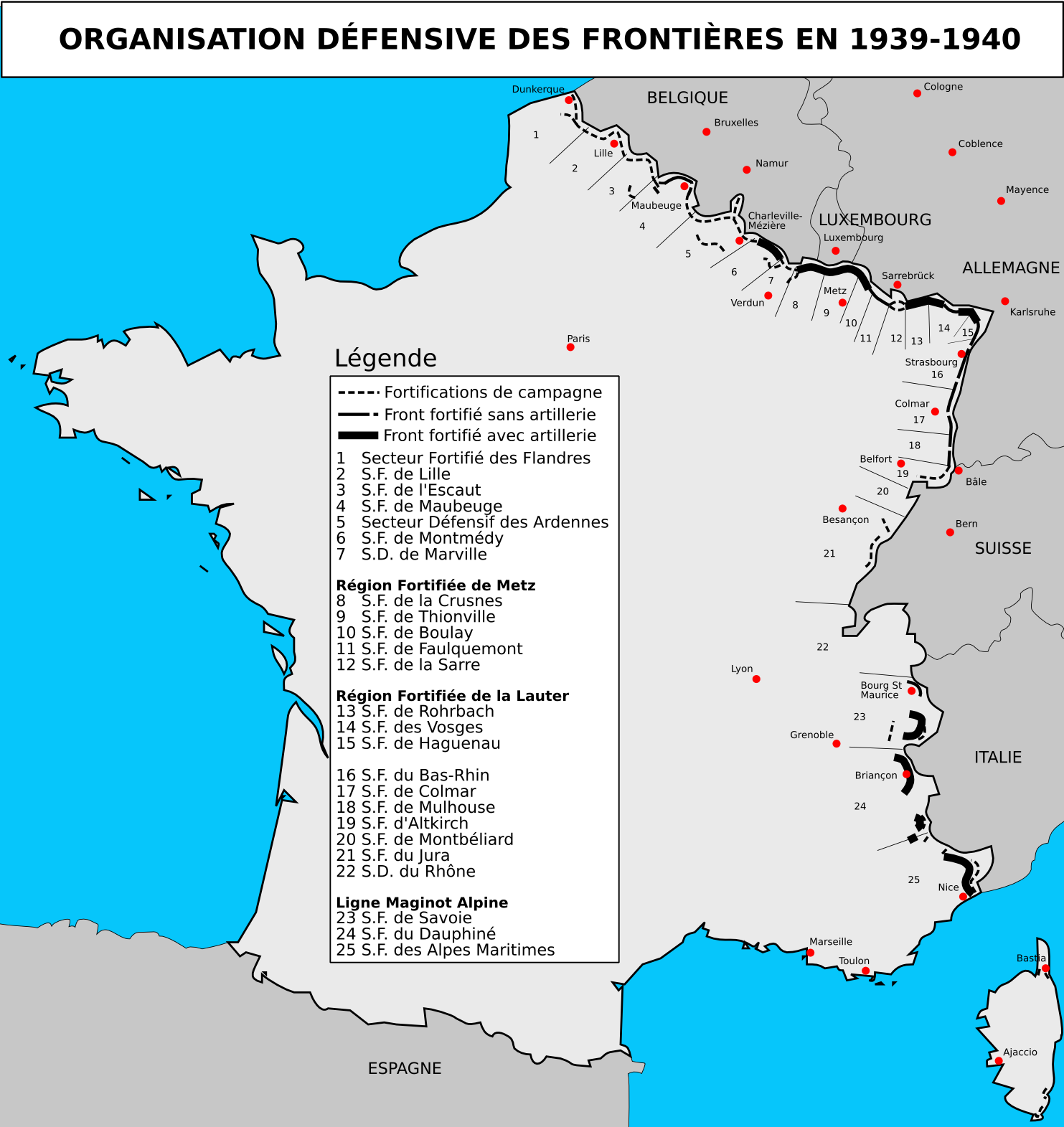
Carte de l'organisation en secteurs de la ligne Maginot.

Le secteur fortifié des Alpes-Maritimes (SFAM) regroupait de 1924 jusqu'à 1940 les fortifications françaises se trouvant dans le département des Alpes-Maritimes, ainsi que les unités qui leur sont affectées. Ce secteur constituait une extrémité de la ligne Maginot, située entre le secteur fortifié du Dauphiné au nord et la mer Méditerranée au sud.
Il forme une ligne presque continue le long de la frontière franco-italienne, de la commune de Saint-Dalmas-le-Selvage au nord jusqu'à celle de Roquebrune-Cap-Martin au sud. Les fortifications du secteur barraient toutes les vallées et les cols, ainsi que la route littorale, permettant de franchir les Alpes en provenance d'Italie.
Lors des combats de juin 1940, les unités françaises affectées à la défense du secteur bloquèrent efficacement les troupes italiennes.

## Organisation et unités
L'organisation du secteur a varié, changeant une première fois lors de la mobilisation d'août 1939, puis avec la mise en place du dispositif hivernal, le redéploiement au printemps 1940 et enfin l'évacuation de juillet 1940.

### Temps de paix
En temps de paix, avant la mobilisation générale, le secteur est sous le commandement de la 15e région militaire (QG à Marseille). En cas de mise en alerte, le SFAM dispose depuis 1935 de la 58e demi-brigade alpine de forteresse (58e DBAF), du 157e régiment d'artillerie de position (157e RAP) et de détachements du génie. Ces éléments sont renforcés par la 29e division d'infanterie alpine (regroupant deux brigades d'infanterie et deux régiments d'artillerie).
La 58e DBAF était composée de trois bataillons alpins de forteresse (BAF) affectés chacun à un morceau du secteur :
- le 74e BAF a la charge de la partie nord (sous-secteurs Mounier et Tinée-Vésubie) ;
- le 75e BAF pour la partie centrale (les sous-secteurs Authion et Sospel) ;
- le 76e BAF la partie sud (le sous-secteur des Corniches).

La répartition de l'artillerie du 157e RAP se faisait à raison d'un des trois groupes de batteries pour chacune des trois parties.

### Après la mobilisation
En août 1939, les unités de forteresse passent sur le pied de guerre (triplement des effectifs par l'arrivée des réservistes) et le secteur passe sous le commandement de l'armée des Alpes, au sein de son 15e corps d'armée. La grande unité de renforcement à la mobilisation est la 29e division d'infanterie alpine (29e DIA, d'active), remplacée en octobre 1939 par la 65e division d'infanterie (de réserve, série B), les meilleures divisions de l'Armée des Alpes étant envoyées sur le front du Nord-Est.
En juin 1940, les équipages des avant-postes et ouvrages, ainsi que les troupes d'intervalle sont fournis essentiellement par :
- la 61e DBAF (demi-brigade alpine de forteresse), pour la partie nord (Mounier et Tinée-Vésubie) :
  - 74e BAF dans le sous-secteur Mounier ;
  - 84e BAF dans le quartier Gaudissart du sous-secteur Tinée-Vésubie ;
  - 94e BAF dans le quartier Tournairet-Vésubie du sous-secteur Tinée-Vésubie ;
- 40e DBAF pour la partie centrale (sous-secteurs Authion et Sospel) :
  - 75e BAF dans le sous-secteur Authion ;
  - 85e BAF dans le quartier Brouis du sous-secteur Sospel ;
  - 95e BAF dans le quartier Tourraque du sous-secteur Sospel ;
- 58e DBAF pour la partie sud (sous-secteur Corniches) :
  - 76e BAF dans le quartier Castillon ;
  - 86e BAF dans le quartier Sainte-Agnès ;
  - 96e BAF dans le quartier Menton.

L'artillerie dépendait des 167e RAP (régiment d'artillerie de position) pour la partie nord, du 158e RAP pour la partie centrale et du 157e RAP pour la partie sud.

## Composants

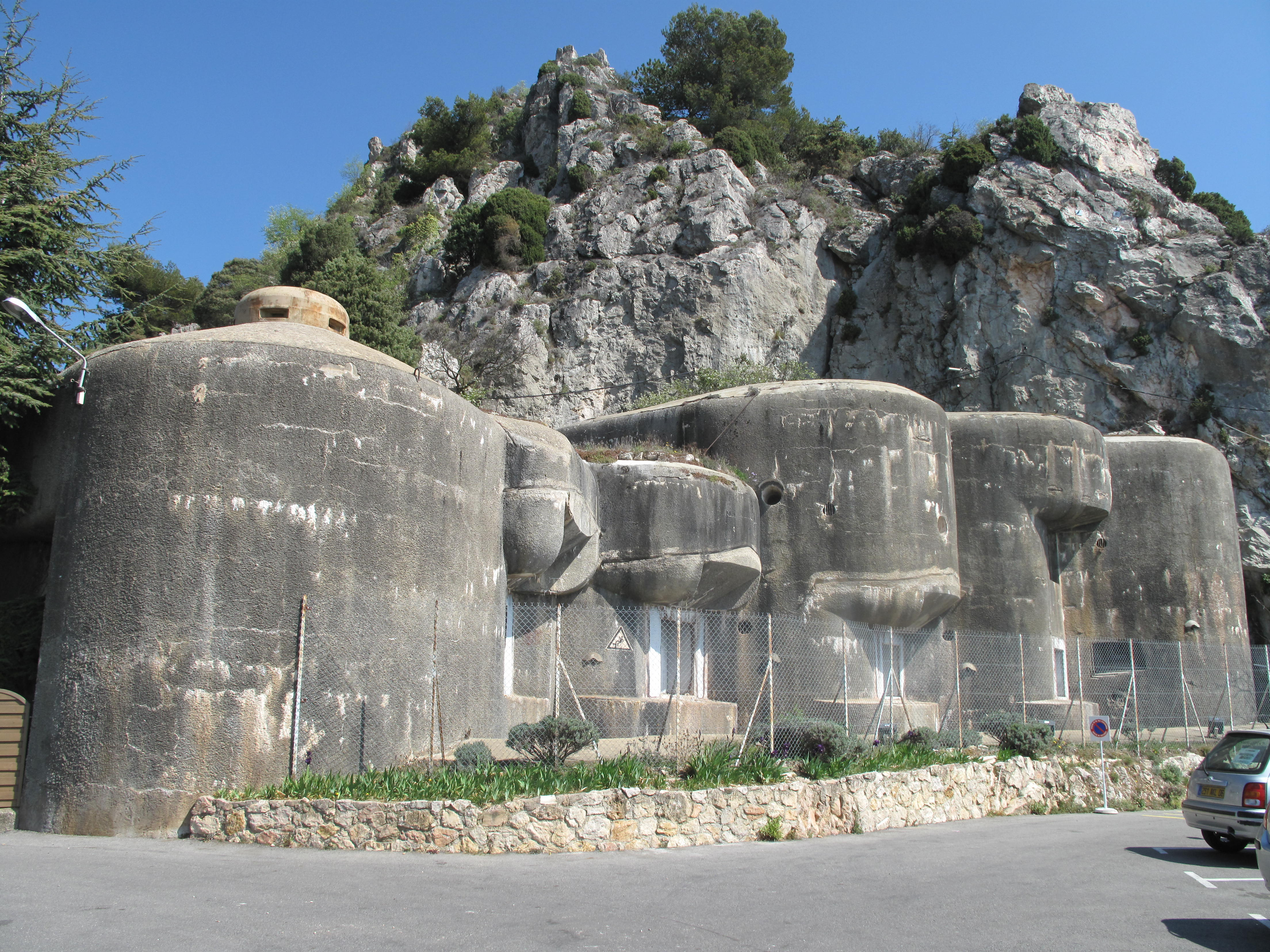
Le bloc 2 de l'ouvrage de Sainte-Agnès, tirant vers Menton et Roquebrune-Cap-Martin.

Le SFAM termine la ligne Maginot depuis le col de la Bonette en haute-montagne jusqu'au cap Martin au bord de la Méditerranée, barrant tout particulièrement les vallées de la Tinée, de la Vésubie et de la Bévéra ainsi que la route du littoral. Cette ligne s'étale dans la profondeur : il y avait d'abord la succession des points d'appui des SES (sections d'éclaireurs-skieurs) et des avant-postes d'infanterie, puis derrière la « ligne principale de résistance » composée d'ouvrages puissamment bétonnés, et enfin encore derrière la série des batteries d'artillerie, dépôts de munitions, PC et casernements soutenant l'ensemble.
Par rapport à la ligne Maginot du Nord-Est, celle du Sud-Est (alpine) avait été conçue différemment. En effet le relief montagneux des Alpes facilite la défense : il est plus difficile de faire avancer une armée en haute-montagne que dans les plaines et plateaux du Nord-Est de la France. Les ouvrages de la ligne alpine sont donc implantés pour verrouiller les points de passage importants (les cols et les vallées) et non en une ligne continue. On n'a pas, comme dans le Nord-Est, une ligne de feu ininterrompue, mais plutôt un barrage ponctuel solide soit en action frontale, soit en flanquement. On peut noter cependant que ces gros ouvrages sont moins fortement bétonnés et cuirassés (l'artillerie lourde est quasiment impossible à mettre en place en montagne) et certains sont même dépourvus de système de filtration d'air contre les gaz de combat (une attaque aux gaz sur un relief escarpé n'aurait quasiment aucun effet).
L'organisation ci-dessous, détaillant les différents sous-secteurs et quartiers, les unités chargées de les défendre ainsi que la liste des ouvrages, correspond à la situation au 10 juin 1940 (l'organisation du temps de paix n'est pas la même, ni celle mise en place lors de la mobilisation d'août 1939, ni encore celle du dispositif de l'hiver 1939-1940). Au moment de la mobilisation d'août 1939, les deux sous-secteurs les plus septentrionaux (celui du Mounier et celui de la Tinée-Vésubie) passèrent sous les ordres de la 65e division d'infanterie, qui a la charge de toute la partie nord de la zone dévolue au 15e corps d'armée (l'armée des Alpes a deux corps d'armée déployés face à la frontière franco-italienne : les 14e et 15e CA). Le PC du secteur fortifié était à Nice Saint-Pont (au château Riviera, avenue Sainte-Colette).

### Sous-secteur Mounier
Le sous-secteur du Mounier était sous les ordres de la 65e division d'infanterie, avec PC du sous-secteur à Guillaumes. L'infanterie était fournie par une partie de la 61e DBAF (le 74e BAF), soutenue par de l'artillerie :
- Ier groupe du 167e RAP :
  - 1re batterie au col de la Cayolle Nord (quatre canons de 155 mm L 1877), Cayolle Sud (quatre canons de 155 m L 1877) et au col de Gialorgues (commune d'Entraunes (deux canons de 65 mm 1906) ;
  - 2e batterie à Châteauneuf-d'Entraunes (quatre canons de 155 mm L 1877) et au col de Crous (deux canons de 65 mm 1906) ;
- IIe groupe du 167e RAP :
  - 4e batterie au col de la Valette (deux canons de 65 mm 1906), à Moulines et Valberg (quatre canons de 105 mm L 1913) ;
  - 5e batterie à Amignon (quatre 155 L 1877) et à Sadours (deux canons de 65 mm 1906) ;
  - 6e batterie à Beuil près de l'hôtel Mont-Mounier (quatre canons de 155 mm L 1877) et au hangar (quatre canons de 155 mm L 1877) ;
- Ve groupe du 296e RALD à Beuil.

#### Quartier Haut-Var
Le quartier du Haut-Var était défendu par le 74e BAF et le Ier bataillon du 203e RIA (PC du bataillon à Villeneuve-d'Entraunes), ainsi que par les trois SESe du 3e RIA, soutenus par le Ier groupe du 167e RAP, avec le PC de quartier à Guillaumes :
- avant-poste de Saint-Dalmas-le-Selvage (44° 16′ 59,71″ N, 6° 51′ 34,97″ E) ;
- petit ouvrage du Col-de-Jallorgues (ou Gialorgues), abri actif non construit[n 4] : 44° 13′ 22″ N, 6° 48′ 31″ E) ;
- petit ouvrage du Col-de-Pal (abri actif non construit[n 5] : 44° 11′ 35″ N, 6° 50′ 36″ E) ;
- petit ouvrage du Col-de-Crous (abri actif inachevé : 44° 10′ 00″ N, 6° 54′ 22″ E) ;
- casemate de Guillaumes (ou des gorges de Daluis, en seconde position, C 30 : 44° 04′ 19″ N, 6° 51′ 24″ E).

#### Quartier Beuil
Le quartier de Beuil était défendu par les IIe (PC aux Launes) et IIIe (PC à Beuil) bataillons du 203e RIA, ainsi que les SES des 18e, 23e et 60e BCA, soutenus par le IIe groupe du 167e RAP :
- avant-poste d'Isola (44° 11′ 09″ N, 7° 03′ 08″ E) ;
- petit ouvrage du Col-de-la-Valette (abri actif inachevé : 44° 08′ 56,75″ N, 7° 03′ 10,48″ E).
- casemate des Gorges-du-Cians (ou du Raton, en seconde position, C 31 : 44° 02′ 23″ N, 6° 58′ 34″ E).

### Sous-secteur Tinée-Vésubie
Le sous-secteur de la Tinée et de la Vésubie était sous les ordres de la 65e division d'infanterie, avec PC du sous-secteur à Levens Sainte-Claire. L'infanterie est fournie par une partie de la 61e DBAF (les 84e et 94e BAF) ainsi que les SES du 55e et du 112e RIA (trois sections chacun), soutenue par l'artillerie :
- IIIe groupe du 167e RAP :
  - 7e batterie dans l'ouvrage de Rimplas ;
  - 8e batterie à Irougue (quatre canons de 155 mm C Saint-Chamond), Saint-Ferréol (quatre canons de 155 mm L 1877) et Sainte-Anne (deux canons de 65 mm 1906) ;
- IVe groupe du 167e RAP :
  - 10e batterie dans l'ouvrage de Flaut ;
  - 11e batterie à Bollène Parc (quatre canons de 155 mm L 1877), à Venanson (deux canons de 65 mm 1906) à Bollène Planchette et au col du Fort (quatre canons de 155 mm C Saint-Chamond) ;
  - 12e batterie dans l'ouvrage de Gordolon ;
- Ier groupe du 158e RAP :
  - 1re batterie au col du Fort (quatre canons de 75 mm 1897) et au col d'Andrion (deux canons de 105 mm L 1913) ;
  - 2e batterie au Caïre-Gros (six canons de 65 mm 1906) et à La Douare (quatre canons de 155 mm L 1877) ;
- IIe groupe du 96e RAM aux Granges-de-la-Brasque (canons de 75 mm).

#### Quartier Gaudissart
Le quartier de Gaudissart (du nom d'un affluent de la Tinée) était confié au 84e BAF et au 100e BCA, soutenus par le IIIe groupe du 167e RAP, avec PC de quartier à Marie :
- avant-poste de Valabres Nord (ou de Valabres Principal : 44° 07′ 50″ N, 7° 05′ 57″ E) ;
- avant-poste de Valabres Sud (ou de Valabres Annexe : 44° 07′ 26″ N, 7° 05′ 27″ E) ;
- blockhaus de Roure-La-Barre (44° 05′ 55″ N, 7° 05′ 20″ E) ;
- blockhaus de Berghin (44° 05′ 32″ N, 7° 06′ 04″ E) ;
- blockhaus de la Chapelle-Saint-Blaise (44° 05′ 22″ N, 7° 06′ 27″ E) ;
- petit ouvrage de Fressinéa (44° 03′ 45,44″ N, 7° 07′ 01,68″ E) ;
- casemate d'Abelièra (ou d'Abéliéra, O 40/C 1[n 6] : 44° 03′ 25″ N, 7° 07′ 08″ E) ;
- gros ouvrage de Rimplas (44° 03′ 37″ N, 7° 07′ 40″ E) ;
- petit ouvrage de Valdeblore (ou de la Reynardière : 44° 04′ 19″ N, 7° 09′ 05″ E) ;
- casemate de La Bollinette (O 39/C 4 : 44° 02′ 21″ N, 7° 07′ 42″ E) ;
- casemate de Tournefort (en seconde position, C 7 : 43° 56′ 42″ N, 7° 09′ 47″ E).

#### Quartier Tournairet-Vésubie
Le quartier du Tournairet et de la Vésubie était défendu par les 94e BAF, 89e et 98e BCA, soutenus par le IVe groupe du 167e RAP, avec PC de quartier à Lantosque :
- petit ouvrage de la Séréna (abri actif inachevé : 44° 03′ 19,69″ N, 7° 09′ 33,63″ E) ;
- casemate de la Petite-Têtière (O 38/C 2 : 44° 03′ 53″ N, 7° 10′ 09″ E) ;
- petit ouvrage du Col-du-Caïre-Gros (abri actif inachevé : 44° 02′ 48,98″ N, 7° 12′ 00,17″ E) ;
- avant-poste de Conchetas (ou du Conquet : 44° 03′ 47″ N, 7° 14′ 01″ E) ;
- casemate de Venanson (O 37/C 3 : 44° 03′ 10″ N, 7° 15′ 20″ E) ;
- petit ouvrage du Col-du-Fort (44° 01′ 04,04″ N, 7° 15′ 10,41″ E) ;
- avant-poste de Castel-Vieil (44° 01′ 45″ N, 7° 18′ 20″ E) ;
- casemate de Roquebillière (O 36/C 5 : 44° 01′ 06″ N, 7° 18′ 33″ E) ;
- gros ouvrage de Gordolon (43° 59′ 42,66″ N, 7° 18′ 39,26″ E) ;
- casemate de la Chapelle-Saint-Sauveur (O 35 : 43° 59′ 59″ N, 7° 20′ 44″ E) ;
- avant-poste du Planet (44° 01′ 18″ N, 7° 19′ 36″ E) ;
- gros ouvrage de Flaut (44° 00′ 10,94″ N, 7° 19′ 51,35″ E) ;
- casemate de La Bollène Est (O 34 : 43° 59′ 21″ N, 7° 19′ 17″ E) ;
- casemate de La Bollène Ouest (O 33/C 6 : 43° 59′ 20″ N, 7° 19′ 02″ E) ;
- casemate du Suquet (en seconde position, C 32 : 43° 56′ 31″ N, 7° 16′ 49″ E).

### Sous-secteur Authion
Le sous-secteur de l'Authion dépendait du SFAM, avec PC du sous-secteur à Peïra-Cava (dans la caserne Crenant). L'infanterie était fournie par une partie du 40e DBAF (le 75e BAF), ainsi que les SES des 22e, 64e, 102e, 104e et 105e BCA ainsi que du 141e RIA (trois sections), soutenue par l'artillerie :
- IIe groupe du 158e RAP :
  - 4e batterie aux Cabanes-Vieilles (quatre canons de 155 mm L 1877 et deux de 155 mm L 1916 Saint-Chamond (en)) et au Camp-d'Argent (deux 220 mm L 1917 Schneider (en)) pour frapper la route de Tende ;
  - 5e batterie aux Mille-Fourches (huit canons de 155 mm L 1877) ;
- IIIe groupe du 158e RAP :
  - 7e batterie à La Béole (quatre canons de 65 mm 1906) et à Giagiabella (quatre canons de 155 mm C Saint-Chamond et six de 150 mm T 1917 Fabry) ;
  - 8e batterie à la Cime-de-Tueis (quatre canons de 65 mm 1906) et à Ventabren (huit canons de 155 mm C Saint-Chamond) ;
- Ier et IIIe groupes du 96e RAM sur l'Authion et à Péone (canons de 75 mm et de 105 mm) ;
- 202e RAC (groupement nord de l'artillerie lourde du corps d'armée).

#### Quartier Forca
Le quartier de Forca (du nom du fort de Forca, sur la commune de Moulinet) était défendu par les 75e BAF, 104e BCA (PC à Col de Turini) et 10e BM, soutenus par le IIIe groupe du 158e RAP et le Ier du 96e RAM, avec PC de quartier sur l'Authion :
- avant-poste du Col-de-Raus (44° 01′ 28″ N, 7° 24′ 46″ E) ;
- petit ouvrage de la Baisse-de-Saint-Véran (inachevé : 44° 01′ 00″ N, 7° 25′ 23″ E) ;
- redoute des Trois-Communes (datant de 1897-1900 : 44° 00′ 04″ N, 7° 25′ 59″ E) ;
- fort de La Forca (datant de 1889-1891 : 43° 59′ 44″ N, 7° 25′ 47″ E) ;
- fort des Mille-Fourches (datant de 1889-1891 : 43° 59′ 31″ N, 7° 26′ 03″ E).

#### Quartier Cabanes-Vieilles
Le quartier des Cabanes-Vieilles (du nom du vieux casernement sur la commune de Breil-sur-Roya) était confié aux 102e (PC à Cabanes-Vieilles) et 105e BCA (PC à Breil) :
- gros ouvrage de Plan-Caval (inachevé : 43° 59′ 55″ N, 7° 26′ 33″ E) ;
- petit ouvrage de La Béole (abri actif inachevé : 43° 59′ 28,61″ N, 7° 28′ 05,54″ E) ;
- petit ouvrage de La Déa (abri actif inachevé : 43° 57′ 05,87″ N, 7° 27′ 19,35″ E) ;
- petit ouvrage du Col-d'Agnon (abri actif inachevé : 43° 57′ 02,29″ N, 7° 29′ 12,72″ E).

### Sous-secteur Sospel
Le sous-secteur de Sospel dépendait du SFAM, avec PC du sous-secteur au col de Braus (sur la commune de Sospel). L'infanterie était fournie par la majorité de la 40e DBAF (les 85e et 95e BAF), ainsi que les SES des 5e, 7e et 8e BCPyr ainsi que des 24e, 62e et 65e BCA, soutenue par l'artillerie :
- IVe groupe du 158e RAP :
  - 10e batterie dans les ouvrages du Monte-Grosso et du Col-de-Brouis ;
  - 11e batterie dans l'ouvrage de l'Agaisen ;
  - 12e batterie dans les ouvrages de Saint-Roch et du Barbonnet ;
- 113e RALH (groupement centre de l'artillerie lourde du corps d'armée) :
  - Ier groupe du 113e RALH (canons de 105 mm L) au col de Ségra ;
  - II/113e RALH (canons de 105 mm L) à Fontbonne ;
  - III/113e RALH (canons de 155 mm L) au col de Ségra ;
  - IV/113e RALH (canons de 155 mm L) au col de Braus.

#### Quartier Brouis
Le quartier de Brouis (du nom du ruisseau dont le vallon mène au col de Brouis, reliant Sospel à Breil-sur-Roya) était défendu par le 85e BAF, avec le PC de quartier à la Serre-de-Bevin :
- avant-poste de La Croix-de-Cougoule (43° 55′ 37″ N, 7° 29′ 58″ E) ;
- petit ouvrage du Col-de-Brouis (43° 55′ 30″ N, 7° 28′ 15″ E) ;
- gros ouvrage du Monte-Grosso (43° 54′ 49″ N, 7° 27′ 53″ E).

#### Quartier Braus
Le quartier de Braus (du nom du col de Braus, reliant Sospel à L'Escarène) était confié au 95e BAF et au 5e BCPyr, avec le PC de quartier à Sospel :
- casemate de La Nieya Nord (O 29/C 8 : 43° 53′ 16″ N, 7° 28′ 10″ E) ;
- petit ouvrage du Champ-de-Tir-de-l'Agaisen (abri actif : 43° 53′ 28,4″ N, 7° 27′ 00,64″ E) ;
- gros ouvrage de l'Agaisen (43° 53′ 16″ N, 7° 27′ 19″ E) ;
- petit ouvrage de La Tourraque (abri actif non construit) ;
- casemate du Golf-de-Sospel (43° 52′ 56″ N, 7° 28′ 42″ E) ;
- casemate de la Place-Gianotti (O 23/C 12 : 43° 52′ 39″ N, 7° 27′ 03″ E) ;
- casemate de Bévéra (O 22/C 13 : 43° 52′ 38″ N, 7° 27′ 10″ E) ;
- casemate d'Oréglia (O 52/C 14 : 43° 52′ 34″ N, 7° 27′ 08″ E) ;
- avant-poste de Castès-Ruines (43° 52′ 29″ N, 7° 28′ 08″ E) ;
- casemate de Saint-Christophe Nord (O 25/C 9 : 43° 52′ 41″ N, 7° 26′ 22″ E) ;
- casemate de Saint-Christophe Sud (O 24/C 10 : 43° 52′ 35″ N, 7° 26′ 23″ E) ;
- gros ouvrage de Saint-Roch (43° 52′ 27″ N, 7° 26′ 36″ E) ;
- casemate de Compaost (O 21/C 11 : 43° 52′ 13″ N, 7° 26′ 28″ E) ;
- gros ouvrage du Barbonnet (43° 51′ 44,78″ N, 7° 25′ 58,06″ E) ;
- casemate du Barbonnet Sud (O 20/C 15 : 43° 51′ 34″ N, 7° 26′ 03″ E).

La défense des tunnels ferroviaires, à cheval sur plusieurs quartiers, était confiée à des détachements du 95e BAF :
- blockhaus nord des tunnels de Carança et de Gigne (43° 56′ 13″ N, 7° 30′ 42″ E) ;
- blockhaus sud du tunnel de Carança (43° 55′ 52″ N, 7° 31′ 00″ E) ;
- blockhaus sud du tunnel de Gigne (43° 55′ 48″ N, 7° 31′ 06″ E) ;
- blockhaus nord du tunnel du Grazian (43° 55′ 05″ N, 7° 30′ 51″ E) ;
- blockhaus du tunnel de Cotallorda (43° 55′ 03″ N, 7° 30′ 57″ E) ;
- blockhaus sud du tunnel du Grazian (43° 53′ 17″ N, 7° 29′ 20″ E) ;
- blockhaus nord du tunnel du col de Braus (43° 52′ 45″ N, 7° 25′ 47″ E) ;
- blockhaus sud du tunnel du col de Braus (43° 50′ 56″ N, 7° 22′ 07″ E).

#### Quartier Saint-Jean
Le quartier Saint-Jean (du nom du col Saint-Jean) était défendu par deux compagnies du 9e BM ; pas d'ouvrage bétonné.

### Sous-secteur des Corniches
Le sous-secteur des Corniches (du nom de la route des Corniches) dépendait du SFAM, avec PC de sous-secteur à La Turbie. L'infanterie était composée en juin 1940 de la totalité de la 58e DBAF (soit les 76e, 86e et 96e BAF), ainsi que la SES des 20e, 25e et 49e BCA, soutenue par l'artillerie :
- Ier groupe du 157e RAP :
  - 1re batterie (deux canons de 220 mm L 1917, deux de 155 mm L 1916 et quatre de 155 mm L 1877) sur le mont Agel (dans le réduit et sur le plateau) ;
  - 2e batterie (quatre canons de 155 mm C Saint-Chamond et quatre de 75 mm 1897) à la Baisse-du-Pape (au nord-ouest de Sainte-Agnès) ;
  - 2e batterie (quatre canons de 105 mm L 1913, quatre de 155 mm L 1877 et quatre 155 L 1918) à La Lavinia ;Canon de 155 modèle 1877 de la 4e batterie du 157e RAP à Fontbonne, en 1940.
- 2e groupe du 157e RAP :
  - 4e batterie (huit canons de 155 mm L 1877 et deux de 75 mm 1897) à Fontbonne ;

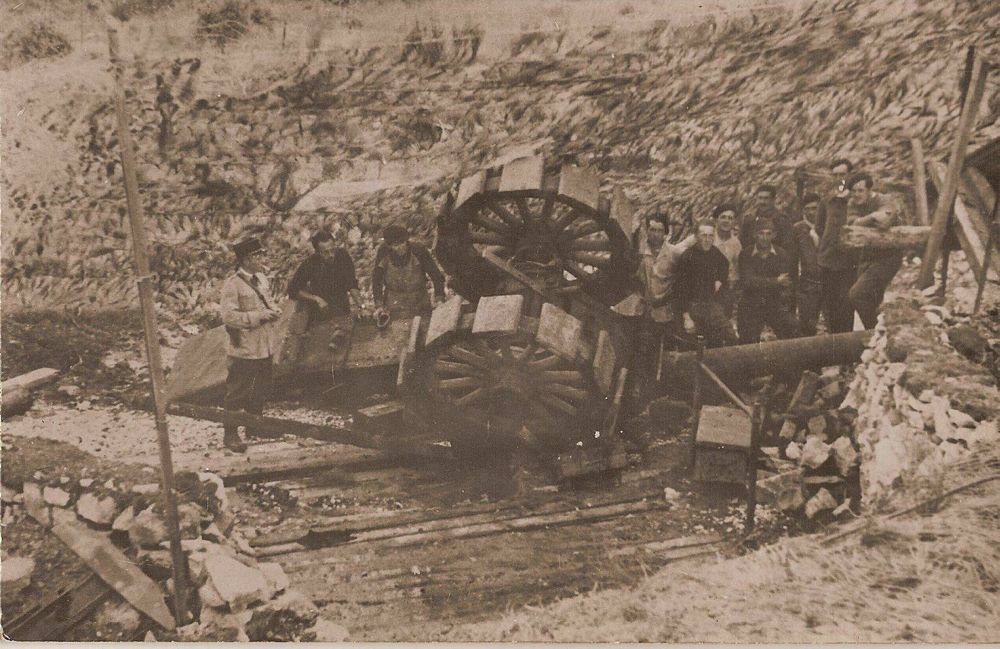
Canon de 155 modèle 1877 de la 4e batterie du à Fontbonne, en 1940.

  - 5e batterie (douze canons de 155 mm L 1877) à Roquebrune et La Torracca ;
  - 6e batterie (cinq canons de 155 mm L 1877) au fort de la Tête-de-Chien ;
- IIIe groupe du 157e RAP :
  - 7e batterie dans l'ouvrage de Castillon ;
  - 8e batterie dans l'ouvrage de Sainte-Agnès ;
- IVe groupe du 157e RAP :
  - 10e batterie dans l'ouvrage du Mont-Agel ;
  - 11e batterie dans les ouvrages de Roquebrune et de Cap-Martin ;
- 149e RALH (groupement sud de l'artillerie lourde du corps d'armée) :
  - Ier groupe au col de Turini ;
  - IVe groupe à Nice ;
- 1re section de la 7e batterie du 372e RALVF (le canon de 340 mm modèle 1912 B (en) ALVF no 5024 « La Marne ») à La Trinité-Victor ou à Peillon-Sainte-Thècle (les virages étant utilisés pour le pointage), pour frapper le littoral italien[n 7].

#### Quartier Castillon
Le quartier de Castillon était défendu par le 76e BAF, soutenu par le 157e RAP, avec le PC de quartier au mont Ours (sur la commune de Peille) :
- casemate de Pistola Nord (O 18/C 16 : 43° 51′ 05″ N, 7° 26′ 25″ E) ;
- casemate de Pistola Sud (O 17/C 17 : 43° 51′ 01″ N, 7° 26′ 33″ E) ;
- casemate de Saint-Ouen Sud (O 16/C 18 : 43° 50′ 44″ N, 7° 26′ 53″ E) ;
- casemate de L'Avellan Sud (O 50/C 19 : 43° 50′ 41″ N, 7° 26′ 16″ E) ;
- casemate de la cote 942 Nord (O 49/C 20 : 43° 50′ 32″ N, 7° 26′ 28″ E) ;
- avant-poste de Baisse-de-Scuvion (43° 50′ 59″ N, 7° 28′ 24″ E) ;
- avant-poste de Pierre-Pointue	(43° 50′ 36″ N, 7° 28′ 51″ E) ;
- gros ouvrage de Castillon (43° 50′ 14,05″ N, 7° 27′ 30,52″ E) ;
- observatoire du Pic-de-Garuche (43° 49′ 25″ N, 7° 27′ 35″ E) ;
- petit ouvrage de la cote 902 (non construit, remplacé par un point d'appui).

#### Quartier Sainte-Agnès
Le quartier de Sainte-Agnès était confié au 86e BAF et à deux compagnies du 9e BM, soutenus par le 157e RAP, avec le PC de quartier au col de la Torre (sur la commune de Sainte-Agnès) :
- petit ouvrage du Col-des-Banquettes (abri actif : 43° 48′ 57,7″ N, 7° 26′ 45,27″ E) ;
- avant-poste de La Péna (43° 49′ 23″ N, 7° 29′ 41″ E) ;
- avant-poste de La Colletta (43° 48′ 29″ N, 7° 30′ 08″ E) ;
- casemate de la Madone-de-Gorbio Nord (O 46/C 21 : 43° 48′ 25″ N, 7° 25′ 34″ E) ;
- casemate de la Madone-de-Gorbio Sud (O 45/C 22 : 43° 48′ 01″ N, 7° 25′ 22″ E) ;
- gros ouvrage de Sainte-Agnès (43° 47′ 56,06″ N, 7° 27′ 45,07″ E) ;
- point d'appui de Castellar (43° 48′ 08″ N, 7° 29′ 46″ E) ;
- casemate de Gorbio Nord (O 13/C 23 : 43° 47′ 02″ N, 7° 27′ 25″ E) ;
- casemate de Gorbio Sud (O 12/C 24 : 43° 46′ 54″ N, 7° 27′ 16″ E) ;
- petit ouvrage du Col-de-Garde (43° 47′ 13″ N, 7° 27′ 51″ E) ;
- petit ouvrage du Vallon-de-Gorbio (abri actif non construit) ;
- gros ouvrage du Mont-Agel (43° 46′ 23,59″ N, 7° 25′ 12,91″ E).

#### Quartier Menton
Le quartier de Menton était défendu par le 96e BAF, soutenu par le 157e RAP, avec le PC de quartier au col de Guerre (à La Turbie) :
- avant-poste du Collet-du-Pilon (43° 47′ 55″ N, 7° 30′ 21″ E) ;
- observatoire du Mont-Gros-de-Roquebrune (43° 46′ 00″ N, 7° 26′ 35″ E) ;
- gros ouvrage de Roquebrune (43° 46′ 07,8″ N, 7° 27′ 58,34″ E) ;
- petit ouvrage de la Croupe-du-Réservoir (abri actif : 43° 45′ 52″ N, 7° 27′ 25″ E) ;
- abri du Carrefour-des-Corniches (non construit) ;
- casemate de Vesqui Nord (O 4/C 25 : 43° 45′ 39,5″ N, 7° 28′ 22,28″ E) ;
- casemate de Vesqui Sud (O 3/C 26 : 43° 45′ 34,76″ N, 7° 28′ 28,44″ E) ;
- casemate du Tunnel-de-Cap-Martin (O 1/C 27 : 43° 45′ 26″ N, 7° 28′ 36″ E) ;
- gros ouvrage du Cap-Martin (43° 45′ 23,59″ N, 7° 28′ 48,88″ E) ;
- blockhaus du Tunnel-du-Tramway (43° 45′ 14″ N, 7° 29′ 02″ E) ;
- blockhaus de la Gare-de-Menton (43° 46′ 18″ N, 7° 29′ 27″ E) ;
- avant-poste de Pont-Saint-Louis (43° 47′ 10,73″ N, 7° 31′ 45,55″ E).

#### Seconde position
- casemate d'Èze Grande-Corniche (C 33 : 43° 44′ 00″ N, 7° 22′ 14″ E) ;
- casemate d'Èze Moyenne-Corniche (C 34 : 43° 43′ 52″ N, 7° 21′ 50″ E) ;
- casemate de la Voie-Ferrée (C 35 : 43° 43′ 12″ N, 7° 22′ 36″ E) ;
- casemate d'Èze Basse-Corniche	(C 36 : 43° 43′ 07″ N, 7° 22′ 22″ E).

## Histoire

### Mise sur pied

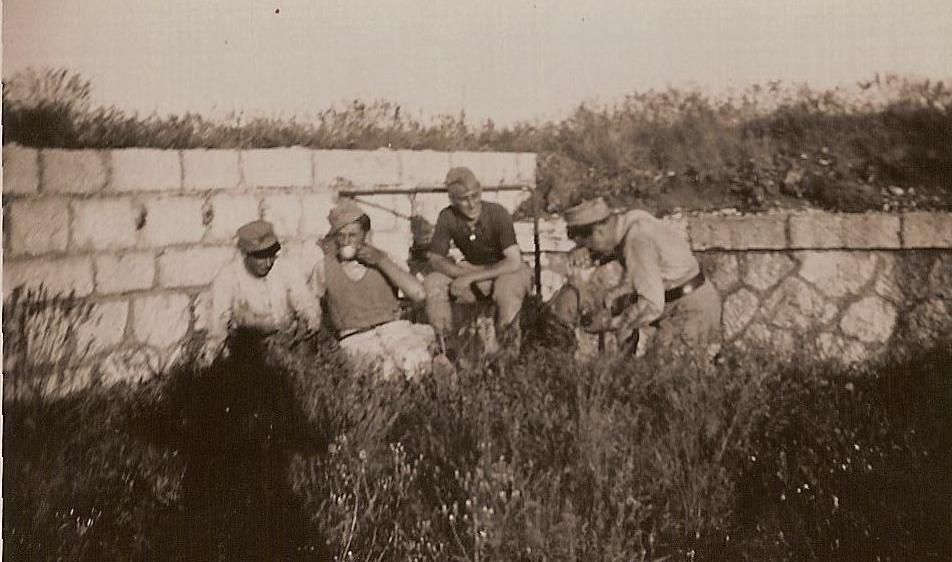
Artilleurs d'une des batteries du sur le Mont Agel.

En 1923, le rapport de la Commission de défense du territoire (CDT) concernent uniquement la frontière franco-allemande : la Belgique et l'Italie sont alors des alliés de la France, tandis que l'Espagne et la Suisse sont neutres. La situation change un an plus tard : il faut prendre en compte l'irrédentisme italien du Parti national fasciste désormais au pouvoir, au moment où les élections de 1924 donnent un gouvernement français plus pacifiste. L'heure est à l'évacuation de la Ruhr et aux projets de fortification des frontières : le secteur fortifié des Alpes-Maritimes est créé par le 24 octobre 1924, avec la responsabilité de la défense de la frontière franco-italienne, de la Haute-Tinée jusqu'à la Méditerranée. En temps de paix, le secteur était sous l'autorité de la 15e région militaire (tandis que les secteurs fortifiés de la Savoie et du Dauphiné appartiennent à la 14e région), qui avait aussi la main sur l'organisation défensive de la Corse. Le quartier général du secteur était installé à Nice, sous le commandement du général de brigade Charles Paquet, puis à partir de 1938 du général René Magnien (précédemment colonel du 157e RAP de 1934 à 1937).
En 1927, les discours de Mussolini réclamant le rattachement de Nice, de la Savoie et de la Corse, ainsi que des incidents de frontière, ont pour conséquences le retour des garnisons françaises dans les anciens forts de haute montagne. La même année, des batteries du 157e régiment d'artillerie à pied, caserné à Nice, sont détachés sur les vieux forts du Mont-Agel, du Barbonnet et de la Drête. En avril 1934, trois bataillons sont affectés aux fortifications du secteurs (IVe du 141e RIA, IVe et Ve du 3e RIA). Le 1er octobre 1935, ces unités deviennent les 74e, 75e et 76e bataillons alpins de forteresse (BAF) et le secteur prend le rang de brigade mixte, regroupant sous ses ordres la 58e demi-brigade alpine de forteresse (composée des trois BAF), le 157e RAP et une compagnie du génie (composée de télégraphistes du 28e RG, d'électromécaniciens du 4e RG et de sapeurs-mineurs du 7e RG).
Le 74e BAF est installé à Lantosque (caserne de Maud'huy), avec détachements à Entrevaux, Saint-Étienne-de-Tinée, Beuil (où hiverne sa SES), Rimplas et Saint-Sauveur-sur-Tinée. Le 75e BAF est à Sospel (casernes Mireur et Salel), avec une compagnie à Peïra-Cava et une autre à Breil-sur-Roya, tandis que sa SES hiverne à Plan-Caval. Le 76e BAF est à Nice (quartier Saint-Jean-d'Angély) puis à La Turbie à partir d'avril 1939, avec ses trois compagnies au fort de la Tête de Chien, au fort de la Revère et à Menton, sa SES hivernant à Plan-Caval. En plus de ses unités organiques, le secteur bénéficie de la présence de la 29e division d'infanterie, une grande unité d'active regroupant les 57e et 58e brigades d'infanterie, elles-mêmes composées des 3e (caserné à Hyères) et 141e RIA (à Marseille) et de six bataillons de chasseurs alpins (à Nice, Villefranche-sur-Mer, Menton, Antibes et Grasse), ainsi que des 94e RAM (Nice) et 363e RA automobile (Draguignan).

### Drôle de guerre
Dès le 22 août 1939, tous les secteurs fortifiés sont mis en alerte, y compris ceux des Alpes, à cause de la montée des tensions avec l'Allemagne. Le lendemain, les réservistes des unités de forteresse sont appelés, permettant l'occupation rapide de tous les ouvrages et de la majorité des positions de combat, ainsi que le triplement des effectifs. Le 25 août 1939, chacun des trois bataillons d'infanterie du SFAM donne naissance à une demi-brigade, chaque groupe d'artillerie donne un régiment : l'infanterie passe de trois à neuf BAF, l'artillerie de un à trois RAP et le génie passe à un bataillon. L'état-major du secteur fortifié s'installe le 27 août 1939 dans la mairie de La Trinité-Victor, puis au château Riviera à Nice-Saint-Pons à partir du 19 octobre.
Pour le reste de l'Armée française, la mobilisation générale commence seulement le 2 septembre, nécessitant une quinzaine de jours, d'où la rapidité de la mise en alerte des troupes de forteresse qui doivent protéger cette mobilisation contre toute attaque brusquée. Le long de la frontière franco-italienne, c'est la 6e armée (appelé aussi l'armée des Alpes, commandée par le général René Olry) qui se déploie. Les troupes occupent alors leurs positions face au royaume d'Italie avec laquelle la République française n'est pas en guerre. Cette situation de « drôle de guerre » se poursuit jusqu'à la déclaration de guerre de l'Italie à la France et au Royaume-Uni le 10 juin 1940.

### Combats de juin 1940
Le royaume d'Italie déclare la guerre à la République française et au Royaume-Uni le 10 juin 1940. Étant donné l'enneigement tardif pour la saison, les Italiens retardent leur attaque ; l'offensive ne commence qu'à partir du 20 juin, malgré le mauvais temps (qui interdit les bombardements aériens).
Dans la partie montagneuse des Alpes-Maritimes, les avant-postes ne sont presque pas inquiétés, rapidement dégagés par les tirs des ouvrages (de Rimplas, de Flaut et du Mont-Grosso). Les attaques sont plus importantes le long de la côte, dès le 14 juin, en raison de l'absence de neige (opération Riviera menée par le 15° Corpo d'Armata) : les points d'appui le long de la frontière doivent être évacués le 22, la majorité de Menton est prise par les Italiens, mais là aussi les avant-postes français résistent grâce aux tirs de soutien des ouvrages (notamment ceux du Mont-Agel et de Cap-Martin) et des batteries d'intervalle.
L'armistice du 24 juin 1940 entre l'Italie et la France est signé à Rome, avec application le 25 juin à 0 h 35. Les fortifications du Sud-Est se trouvent dans la zone d'occupation italienne en France et sont donc évacuées (avec une partie du matériel) avant le 5 juillet. Le SFAM est dissous le 10 juillet 1940, les équipages sont remplacés par de petits détachements, appartenant à cinq « unités de gardiennage » créées le 2 juillet (composées de fantassins, d'artilleurs, de sapeurs du génie et de spécialistes des transmissions) ; ces unités sont finalement dissoutes en mars 1941.